# 哈尔达尔·纳格小屋
帕德玛什里·哈尔达尔·纳格成就小屋暨博物馆或帕德玛什里·哈尔达尔·纳格诗人小屋，前称根斯哈尔达尔成就小屋，位于印度奥里萨邦伯尔格尔县的根斯村，是印度被誉为“背心诗人”的哈尔达尔·纳格所在居住地。
哈尔达尔·纳格小屋为单层式建筑。主要陈列哈尔达尔·纳格获得的所有奖项，亦有展出读者赠送给他的画像以及札格纳特像。哈尔达尔·纳格小屋的附近是一棵榕树，为哈尔达尔·纳格处女作《老榕树》的原型。

## 历史

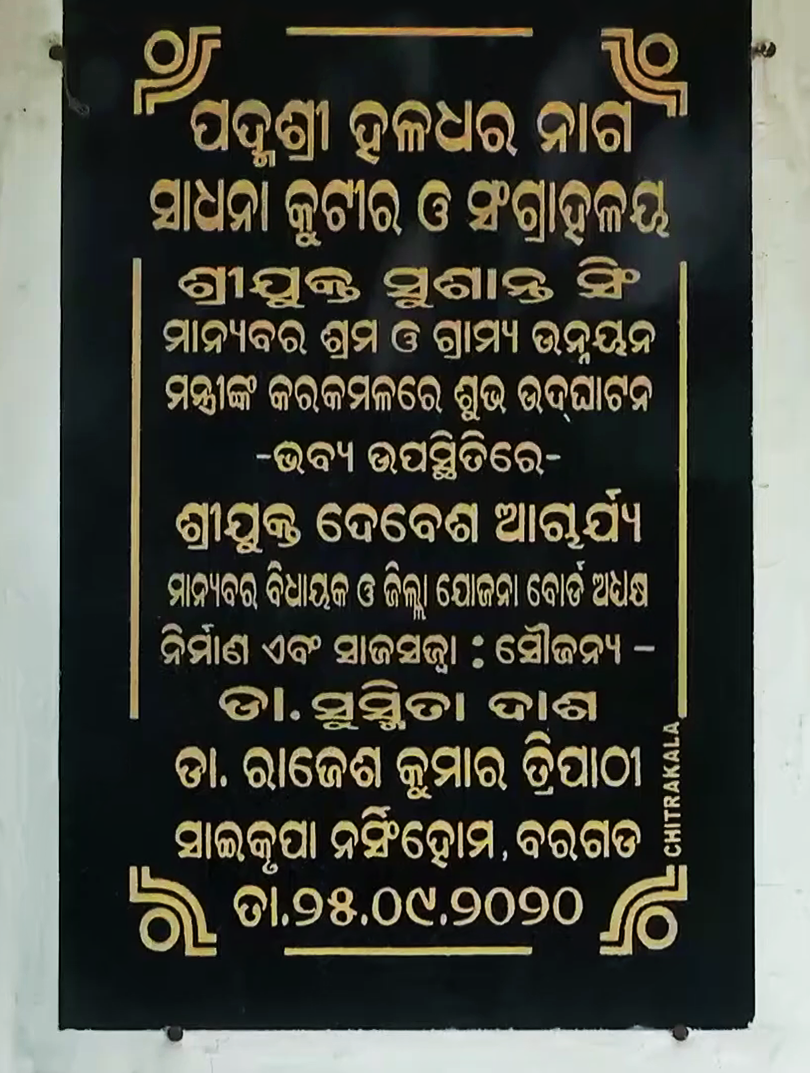
哈尔达尔小屋门口的重修牌记

翻新前的哈尔达尔·纳格小屋破旧不堪，且光线昏暗；屋顶为铁皮搭建，墙壁用废旧的可口可乐易拉罐平铺。哈尔达尔·纳格的手稿、诗集因没有橱柜安放，将它们堆在纸皮箱和麻袋里并放在床底下，导致他的手稿和诗集保存不当而受潮。
2019年，来自伯尔格尔的妇科医生苏斯米塔·达什（英語：Susmita Dash）与麻醉师拉杰什·特里帕蒂（英語：Rajesh Tripathy）夫妇，经哈尔达尔·纳格本人批准后，决定翻新他的小屋并改造成一所陈列馆。改建后的哈尔达尔·纳格小屋展示了他所有的奖项和纪念品。次年9月25日，哈尔达尔·纳格小屋改建完成，奥里萨邦政府劳工和农村发展部长苏尚特·辛格、伯尔格尔议员德贝什·阿查里亚作为首席嘉宾为其揭幕。

## 流行文化
- 纪录片《虚拟婆罗多》中关于哈尔达尔·纳格的短片，片中记录了哈尔达尔·纳格在哈尔达尔小屋中写诗的画面。由於於2019年拍摄，当时还未翻新。[3]
- 2023年歌曲《Amhe Sambalpuria》的取景地之一，哈尔达尔·纳格本人亦参与其中。[8]

## 图库

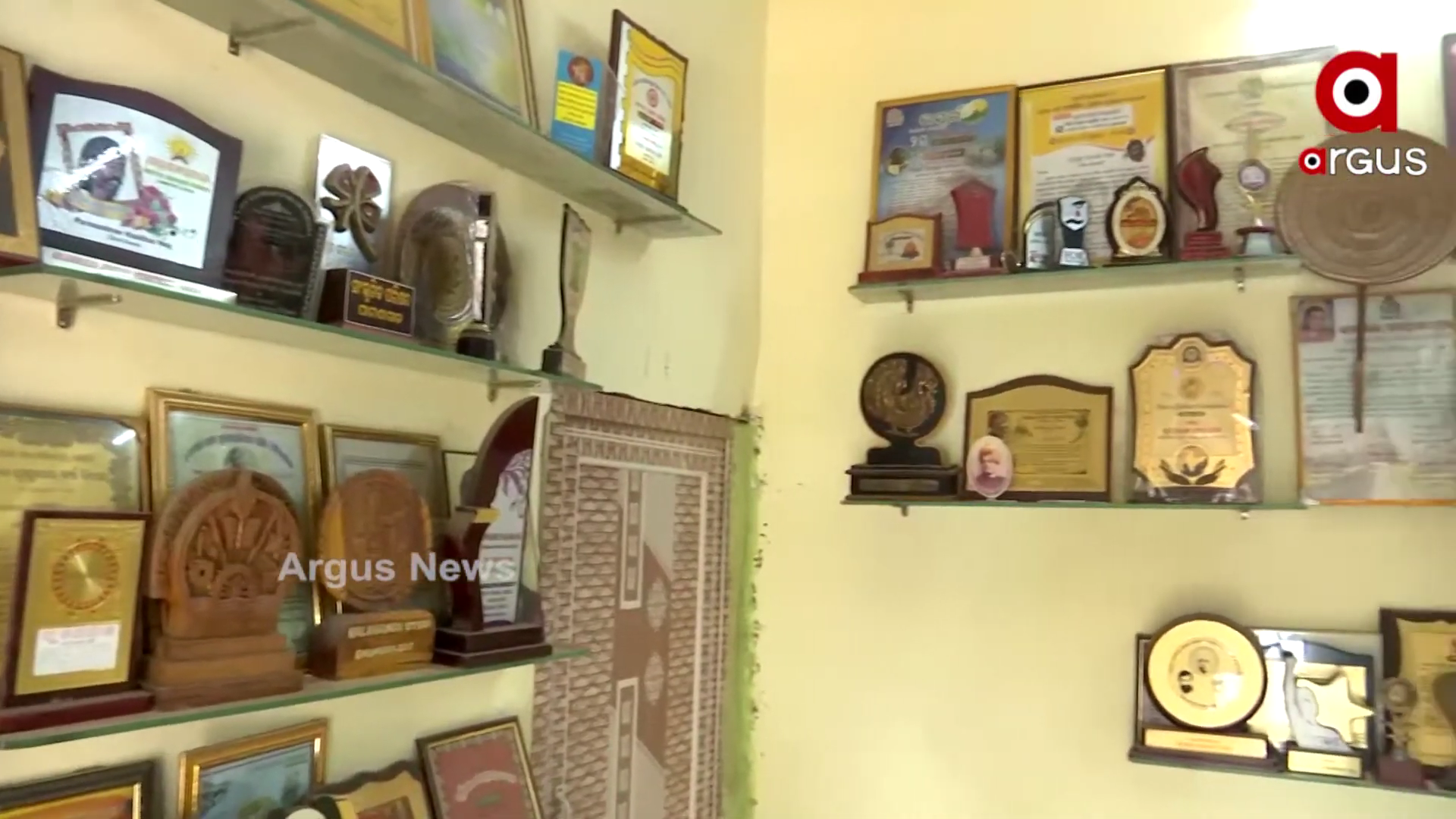
内部一角
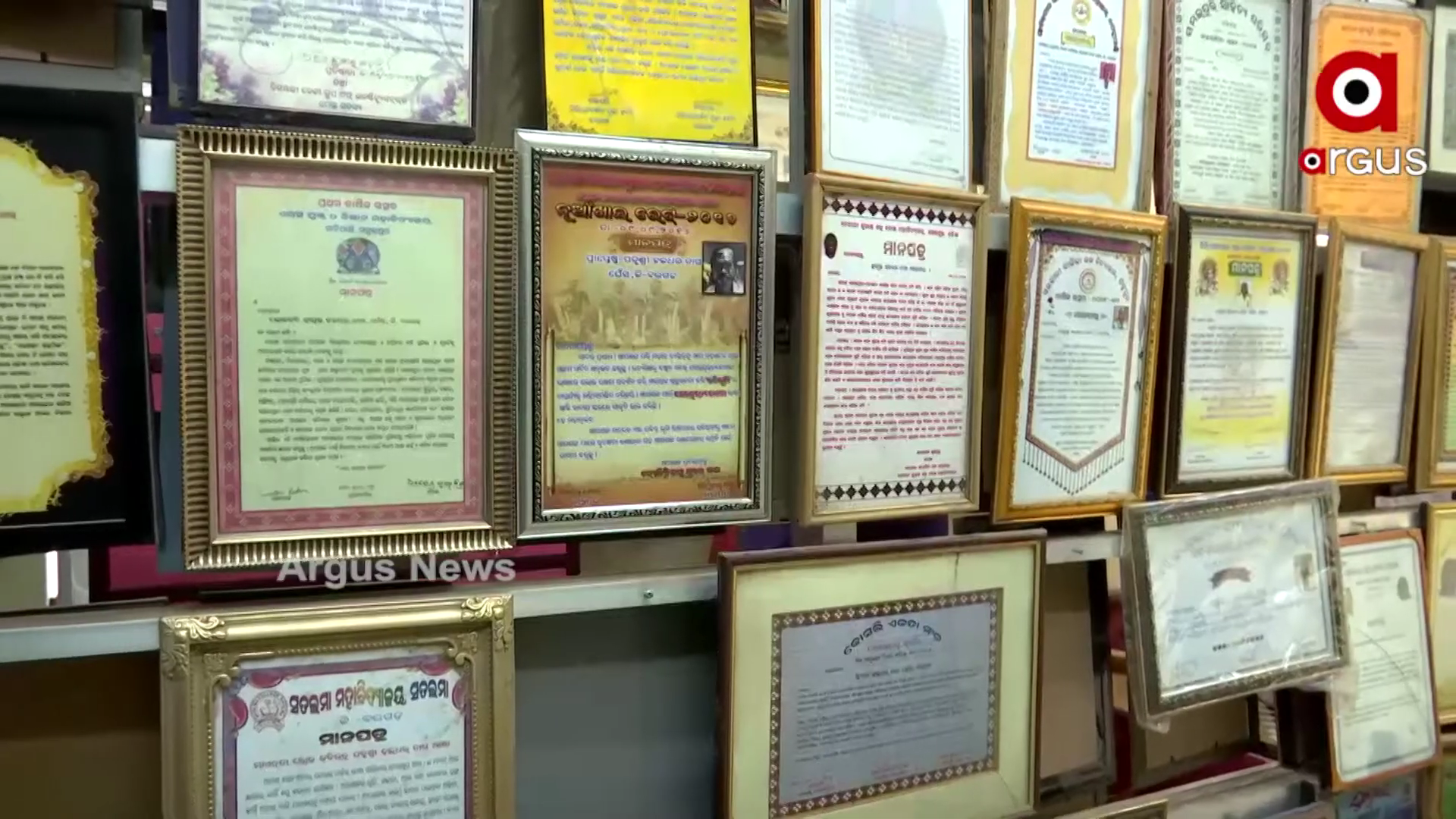
展出的各项奖状
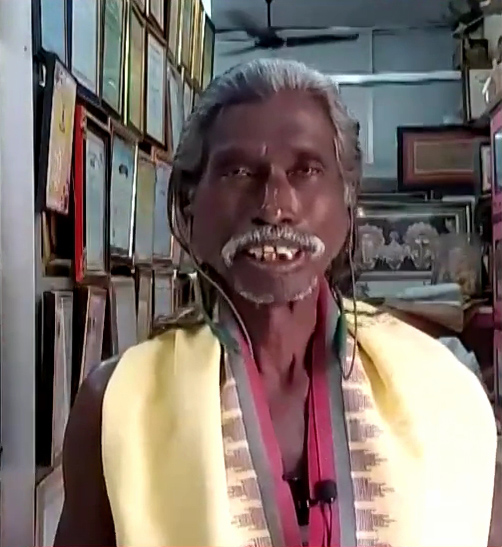
2022年的哈尔达尔·纳格，背景为哈尔达尔小屋的内部。

## 备注
1. ↑  “帕德玛什里”即哈尔达尔·纳格获得的莲花士勋章，并非他名字的一部分。